# Kotliska (województwo dolnośląskie)
Kotliska (niem. Kesselsdorf) – wieś w Polsce położona w województwie dolnośląskim, w powiecie lwóweckim, w gminie Lwówek Śląski.

## Położenie
Kotliska to wieś o długości około 1,8 km leżąca na Pogórzu Izerskim, w Niecce Lwóweckiej, na wysokości około 19–240 m n.p.m.

## Podział administracyjny
W latach 1975–1998 miejscowość administracyjnie należała do województwa jeleniogórskiego.

## Górnictwo węglowe
W roku 1842 w pobliżu Kotlisk uruchomiono kopalnię węgla kamiennego "Georg Wilhelm". Wydobycie odbywało się w sztolni i w niewielkim szybie. Złoża nie były bogate i wydobycie wkrótce zakończono.

## Zabytki
Do wojewódzkiego rejestru zabytków wpisane są:
- kościół parafialny pw. św. Mikołaja z XV–XIX w.,
- cmentarz przykościelny,
- kościół ewangelicki, obecnie rzymskokatolicki pw. Matki Boskiej Śnieżnej, z roku 1910,
- cmentarz ewangelicki z poł. XIX w.

## Demografia
Największą liczbę ludności (1137 osób) Kotliska osiągnęły w 1871 r. Po II wojnie światowej wieś zamieszkiwało około 500 osób. Według Narodowego Spisu Powszechnego (III 2011 r.) liczy 416 mieszkańców. Wykres liczby ludności Kotlisk od 1786 r.